# Ramón Pardiñas
Ramón Pardiñas Villardefrancos y Taboada (n. Santiago de Compostela, 1802 - † Maella, 1 de octubre de 1838) fue un destacado militar y político español, fallecido en combate en la Primera Guerra Carlista.

## Biografía
Hijo de José Rafael Pardiñas Villardefrancos y Varela, también militar, y de Ana María Taboada y Moscoso, Pardiñas ingresó en el ejército español en 1816, como subteniente en el Regimiento Provincial de Santiago de Compostela. Fallecido Fernando VII, combatió en la Primera Guerra Carlista, tomando partido por el bando cristino. Fue elegido diputado a Cortes en 1834 y en 1837. Ese mismo año alcanzaría el rango de brigadier, y al año siguiente el de Maestre de Campo. Falleció en la Batalla de Maella, en la que fue derrotado por Ramón Cabrera.
- Datos: Q6099921
- Multimedia: Ramón Pardiñas / Q6099921